# Импичмент: Америчка крими прича
Импичмент: Америчка крими прича (енгл. Impeachment: American Crime Story) трећа је сезона криминалистичке телевизијске серије Америчка крими прича. Састоји се од 10 епизода, а премијерно је емитована 7. септембра 2021. године. Приказује скандал између Била Клинтона и Монике Левински, а темељи се на књизи Џефрија Тубина, Огромна завера: Права прича о секс-скандалу који је умало оборио председника. У Србији је емитована од 7. октобра до 9. децембра 2021. године на кабловском каналу Fox.

## Улоге

### Главне
- Сара Полсон као Линда Трип
- Бини Фелдстајн као Моника Левински
- Анали Ашфорд као Пола Џоунс
- Марго Мартиндејл као Лусијен Голдберг
- Иди Фалко као Хилари Клинтон
- Клајв Овен као председник Бил Клинтон

### Споредне
- Колин Хенкс као Мајк Емик
- Коби Смалдерс као Ен Колтер
- Таран Килам као Стив Џоунс
- Мира Сорвино као Марша Луис[2]
- Реј Дон Чонг као Бети Кари
- Дени Џејкобс као Мајкл Исиков
- Џорџ Салазар као Џорџ Конвеј[3]
- Џудит Лајт као Сузан Карпентер Макмилан[4]
- Били Ајхнер као Мет Драџ
- Кристофер Макдоналд као Роберт Бенет
- Џим Раш као Кенет Бејкон
- Блер Андервуд као Вернон Џордан
- Теди Сирс као Џејмс Фишер
- Дарен Голдстајн као Џеки Бенет
- Ден Бакедал као Кенет Стар
- Морган Питер Браун као Пол Розенцвајг
- Ешли Аткинсон као Хуанита Бродрик
- Линдси Брод као Карин Имергут
- Алан Старзински као Брет Кавана
- Фред Меламед као Вилијам Гинсберг
- Роб Браунстајн као Бернард Левински
- Скот Мајкл Морган као Мајк Макари
- Патрик Фишлер као Сидни Блументал
- Џозеф Мазело као Пол Бегала

### Гостујуће
- Елизабет Ризер као Кетлин Вили
- Кевин Полак као Бернард Нусбаум
- Џорџ Ксантис као Џорџ Стефанопулос
- Сара Кетрин Хук као Кентрин Олдеј Дејвис
- Ким Матула као Лора Ингрејам
- Ребека Лоуман као Марша Скот
- Крис Риђи као Џејк Тапер
- Џенета Арнет као Далмер Ли Корбин
- Ти-Џеј Тајн као Кирби Бера
- Тим Мартин Глисон као Мичел Етингер
- Кара Луиз Беверли Ламберт
- Стјуарт Скелтон као Џим Лерер
- Брент Секстон као Дик Морис
- Кристофер Меј као Стив Крофт
- Питер Олдринг као Дејвид Кендал
- Дијана Никол Бакстер као Ен Џордан
- Кристофер Редман као Ентони Заканини
- Ејми Питц као Лиса Мајерс
- Ден Пфо као Колинс[а]

1. ↑  По новинару Ненсију Колинсу

## Епизоде
| Бр. еп. (укупно) | Бр. еп. (у сезони) | Српски наслов Изворни наслов | Редитељ              | Сценариста                                 | Премијера                             | Прод. код | Гледаност у САД (милиони) |
| ---------------- | ------------------ | ---------------------------- | -------------------- | ------------------------------------------ | ------------------------------------- | --------- | ------------------------- |
| 20               | 1                  | Егзили                       | Рајан Марфи          | Сара Берџес                                | 7. септембар 2021. 7. октобар 2021.   |           | 0,92                      |
| 21               | 2                  | Председник ме је пољубио     | Мајкл Апендал        | Сара Берџес                                | 14. септембар 2021. 14. октобар 2021. |           | 0,69                      |
| 22               | 3                  | За не поверовати             | Мајкл Апендал        | Сара Берџес                                | 21. септембар 2021. 21. октобар 2021. |           | 0,66                      |
| 23               | 4                  | Телефонски сат               | Лор де Клермон Тонер | Флора Бирнбаум                             | 28. септембар 2021. 29. октобар 2021. |           | 0,61                      |
| 24               | 5                  | Чујеш ли исто што и ја?      | Лор де Клермон Тонер | Халеј Фајфер                               | 5. октобар 2021. 4. новембар 2021.    |           | 0,54                      |
| 25               | 6                  | Руководилац                  | Рајан Марфи          | Сара Берџес                                | 12. октобар 2021. 11. новембар 2021.  |           | 0,55                      |
| 26               | 7                  | Атентат на Монику Левински   | Мајкл Апендал        | Сара Берџес, Флора Бирнбаум и Данијел Пирл | 19. октобар 2021. 18. новембар 2021.  |           | 0,61                      |
| 27               | 8                  | Буди уз свог човека          | Рејчел Морисон       | Флора Бирнбаум                             | 26. октобар 2021. 25. новембар 2021.  |           | 0,62                      |
| 28               | 9                  | Велика порота                | Рејчел Морисон       | Сара Берџес                                | 2. новембар 2021. 2. децембар 2021.   |           | 0,59                      |
| 29               | 10                 | Дивљина                      | Мајкл Апендал        | Сара Берџес                                | 9. новембар 2021. 9. децембар 2021.   |           | 0,54                      |